# Hershef
| Hr · Z1 | S · Z1 · N21 | f |

| Hr · Z1 | S · Z1 · N21 | f |

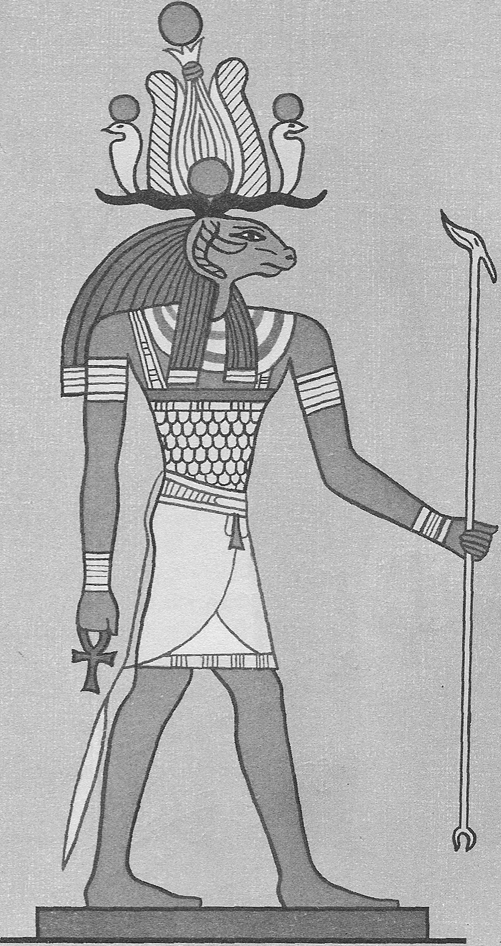
Hershef

Hershef (egizio Ḥry-š=f "Colui che è sul suo stagno"; trascritto in greco come "Harsaphes") è una divinità egizia appartenente alla religione dell'antico Egitto. Era venerato a Eracleopoli, nel ventesimo distretto dell'Alto Egitto.

## Culto
Fu identificato con gli dei egizi Ra e Osiride ed assimilato ad Eracle nella mitologia greca.
L'identificazione con Eracle potrebbe spiegarsi con il fatto che il suo nome in epoca tarda fu reso a volte come Ḥry-šf.t "Colui che ha grande forza".
Hershef fu un dio creatore che nacque dalle acque primordiali affiorando sul fiore di loto.
Veniva raffigurato come un uomo con la testa di ariete.